# 飛葉大樹
飛葉 大樹（ひば だいき、1998年2月23日 - ）は、福岡県出身の日本の俳優、モデル。TRUSTAR所属。身長176 cm。血液型はAB型。

## 人物
2015年、CONOMiによる「第2回制服女子&男子コンテスト」の準グランプリに選ばれ、それがきっかけでデビュー。
かつてはYG ENTERTAINMENT JAPANに所属しており、2020年よりTRUSTARに所属。
特技はアクロバット。趣味はウクレレ、読書、スケボーで散歩すること、カメラ。

## 出演

### テレビドラマ
- 「時をかける少女」第1話 - 最終話（2016年7月9日 - 8月6日、日本テレビ） - 飛葉大樹 役[4][6]
- 「受験のシンデレラ」第1話（2016年7月10日、NHK BSプレミアム） - 受講生 役[4]
- 「THE LAST COP/ラストコップ」第5話・第6話（2016年11月5日・11月12日、日本テレビ） - 体操部員 役[7]
- 「アキラとあきら」第1話（2017年7月9日、WOWOW） - 小宮 役[8]
- 「アシガール」第1話・第2話（2017年9月23日・9月30日、NHK）[9]
- 「さくらの親子丼」第1話・第3話・第5話（2017年10月7日・10月21日・11月4日、フジテレビ） - ジュンヤ 役[10]
- 「イノセント・デイズ」（2018年3月18日 - 4月22日、WOWOW）
- 「花のち晴れ〜花男 Next Season〜」第7話（2018年5月29日、TBS）[11]
- 「コールドケース2 〜真実の扉〜」第2話（2018年10月20日、WOWOW）
- 「さすらい温泉♨遠藤憲一」第6話（2019年2月21日、テレビ東京）
- 「簡単なお仕事です。に応募してみた」最終話（2019年9月24日、日本テレビ）
- 「シロでもクロでもない世界で、パンダは笑う。」第1話（2020年1月12日、日本テレビ）[12]
- 「クロステイル 〜探偵教室〜」第6話（2022年5月14日、東海テレビ・フジテレビ）

### 映画
- 「グッバイエレジー」（2017年3月25日） - 深川晄（中学生時代） 役[13][14][15]
- 「クロガラス1」（2019年3月9日） - 吾郎 役[16]
- 「エリカ38」（2019年6月7日） - ケンヤ（ホスト）役[17]
- 「見えない目撃者」（2019年9月20日） - 大輔 役[18]
- 「劇場版 ほんとうにあった怖い話 ～事故物件芸人 3～」（2021年9月10日）[19][20]
- 「徒桜」（2021年10月29日） - けんご 役[21]
- 「かかってこいよ世界」（2023年8月25日） - 新井国秀 役[22]
- 「映画（窒息）」（2023年11月11日） - 若い男 役[23]

### 舞台
- 「露出狂」（2016年9月30日 - 10月10日）[24]
- 「男女逆転版・痴人の愛」（2019年5月17日・2019年5月18日） - 美少年・ナオミ 役[25]
- 「『青空ハイライト』～from主役の椅子はオレの椅子 」（2021年2月11日 - 2月21日） - 晴斗 役[26]
- 爆走おとな小学生
  - 「コトバノコトバ」（2021年3月17日 - 3月21日） - トーサ 役[27]
  - 「サイキック学園～青春超能力バトル～」（2021年5月12日 - 5月16日、5月22日 - 5月23日） - 興味ない君 役
- 「ミッション・イン東京物語」（2021年6月27日） - 日替わりゲスト[28]
- 「六番目の小夜子」（2022年1月7日 - 1月16日） - 加藤彰彦 役[29][30]

### バラエティー
- 「痛快TV スカッとジャパン」第180回（2019年9月30日、フジテレビ）
- 「主役の椅子はオレの椅子」（2020年9月16日 - 12月23日、ABEMA）[31][32]
- 「あざとくて何が悪いの?」第37回（2021年9月11日、テレビ朝日）[33]
- 「エチュードワールドスター」（2021年）[34]

### 雑誌
- 「ベツコミ」2021年4月号

### イベント
- 関西コレクション
  - 関西コレクション2016 AUTUMN&WINTER（2016年9月18日）[4][35]
  - 関西コレクション2017 SPRING&SUMMER（2017年3月19日）[36][37]

### CM
- レオパレス21
  - 「つながり〜母息子篇〜」（2017年） - 息子 役[36]
  - 「『つながっている、ずっと』母・息子篇」（2018年） - 息子 役[38]
- NTTドコモ「東京ルーターストーリー」（2017年）[39]
- アサヒ飲料「WONDA『彼氏篇』」（2017年） - 彼氏 役[40]
- 「主役の椅子はオレの椅子」（2020年）
- ピザーラ「カニマヨ」（2020年）[41]

### ミュージックビデオ
- AK-69「With You 〜10年、20年経っても〜」（2016年）[4]
- カノエラナ「サンビョウカン」（2018年）[42]
- みきなつみ「君が普通に生きてるなんて嫌だ」（2020年）[43]
- 生活は忘れて「浅めの夜で」（2020年）[44]
- TK from 凛として時雨「Dramatic Slow Motion(Reconstructed 2020）」（2020年）[44]
- GoodMoon「Killing Time」（2021年）[45]
- 遊助「こむぎ」（2021年）[46]

### 配信ドラマ
- 「花にけだもの」第3話（2017年11月13日、dTV / FOD）[47]
- 「ヤりたい男と、殺りたい女。」（2022年12月28日、BUMP） - サツキ 役[48][49]